# Postumus
Marcus Cassianius Latinius Postumus var den første romerske kejser af det Galliske Kejserrige. Han var formodentlig selv af gallisk herkomst. Han regerede i perioden 260 – 269 e.kr. Han var i 261 anerkendt som overherre af provinserne Gallien, Spanien og Britannien.

## Politiske Karriere
Tidligste kilder om Postumus angiver at han var feltherre udstationeret ved Rhinen sammen med Silvanus og kejser Gallienus’ søn Salonius, omkring 258. De skulle beskytte imperiets nordlige grænse samt støtte Salonius’ regering af Gallien. Postumus var sidestående guvernør af de germanske provinser. I 260 var Romerriget i dyb krise med ydre og indre fjender og da kejser Gallienus forlangte plyndringsgods udleveret fra Postumus’ tropper, valgte de at udnævne Postumus til Imperator. Silvanus og Salonius støttede kejseren og blev dræbt. Postumus blev herefter udråbt til konsul i Köln. I 261 blev han udråbt til Germanicus Maximus, hvilket blev anerkendt i provinserne Gallien, Spanien og Britannien. I 265 forsøgte Gallienus at angribe Postumus, men uden held.
I 269 blev en vis Laelianus udråbt til Augustus af tropperne i Mainz. Posthumus besejrede Laelianus samme år ved Mainz. Da Postumus nægtede sine tropper at plyndre byen blev han myrdet og efterfulgt af en Marius.